# Wassil Sacharka

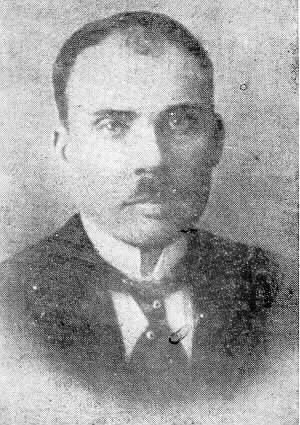
Wassil Sacharka

Wassil Sacharka (belarussisch Васіль Захарка; * 1. April 1877 in Dabraselzy, heute Rajon Selwa; † 14. März 1943 in Prag) war ein belarussischer Politiker. Von 1928 bis 1943 war er Präsident der Rada BNR, der Exilregierung der Belarusischen Volksrepublik.

## Leben
Sacharka wurde in eine arme Bauernfamilie geboren und verwaiste im Alter von 16 Jahren. Von 1895 bis 1898 arbeitete er als Lehrer in Schulen, die von der Orthodoxen Kirche geleitet wurden. 1898 wurde Sacharka in die Armee eingezogen und verblieb im Militär bis zum Jahr 1917. Nach der Februarrevolution 1917 gründete er belarussische Militäreinheiten und initiierte im Sommer desselben Jahres die Organisierung eines Kongresses belarussischer Soldatendelegierten, der Sacharka am 22. Oktober 1917 zum Sekretär des Belarussischen Zentralmilitärrats wählte. Er gehörte zu diesem Zeitpunkt zu den Anführern der Belarussischen Sozialistischen Hramada. Beim I. Belarussischen Volkskongresses im Dezember 1917 wurde Sacharka in die Rada BNR gewählt, die Regierung der Belarussischen Volksrepublik. Im Februar 1918 wurde er einer der Anführer des Volkssekretariats von Belarus, welches vom Exekutivkomitee des I. Belarussischen Volkskongresses ernannt und von Deutschland als Vertretung des Belarussischen Volkes anerkannt wurde. Infolge der Unabhängigkeitserklärung der Belarussischen Volksrepublik, übernahm Sacharka diverse Posten in Ministerien und diplomatischen Einrichtungen.

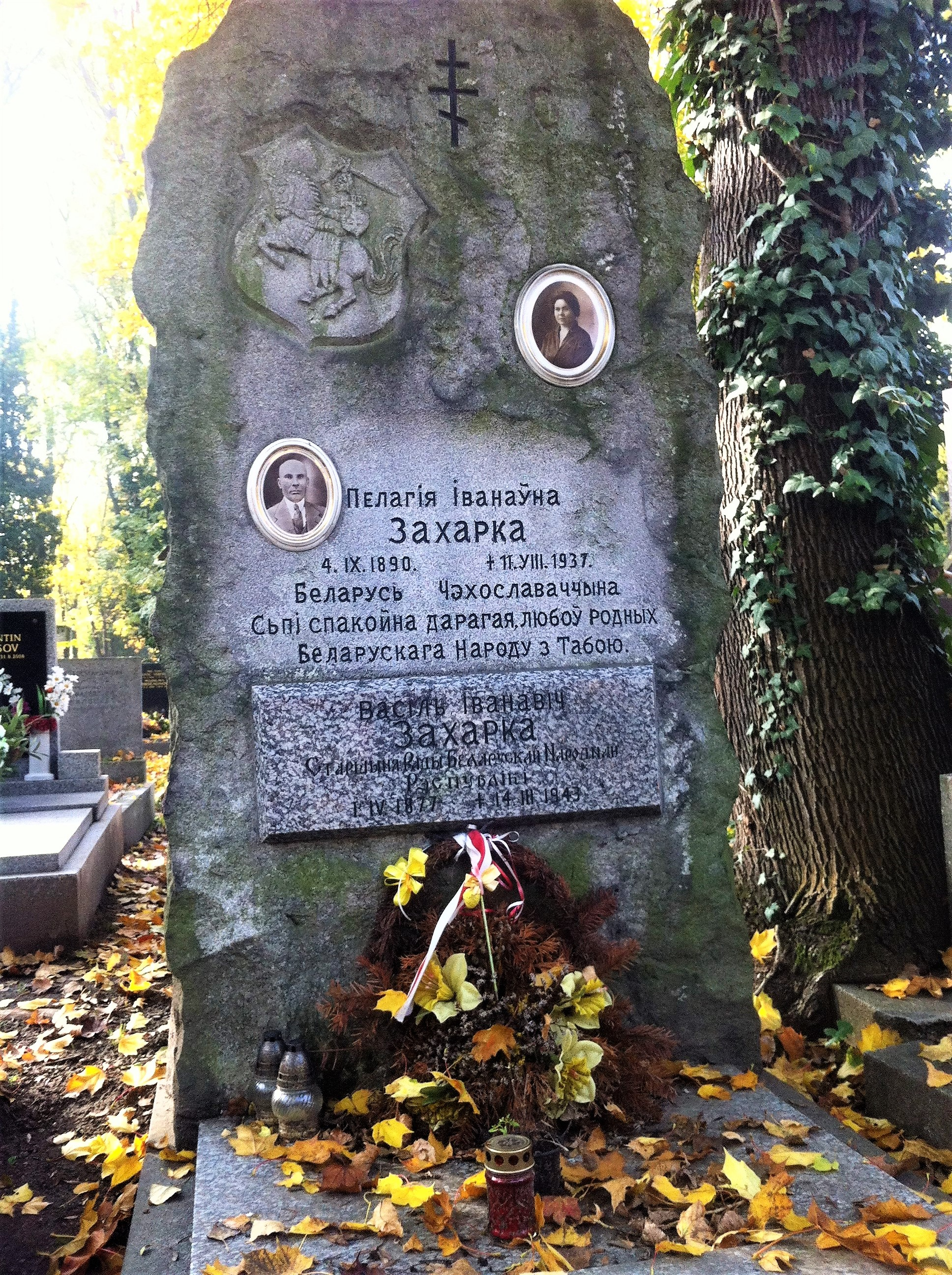
Grab Sacharkas in Prag

Er initiierte, zusammen mit anderen Personen, die Abhaltung der Ersten Belarussischen Nationalen und Politischen Konferenz, die im September 1921 in Prag abgehalten wurde und auf der der Vertrag von Riga als Besetzung von Belarus durch zwei Staaten angesehen wurde. Sacharka war als Finanzminister in der Exilregierung der Rada BNR tätig, die ihren Sitz zum damaligen Zeitpunkt in Kaunas hatte. Auf der Zweiten Belarussischen Konferenz, die im Oktober 1925 in Berlin abgehalten wurde, gehörte Sacharka zu den wenigen Exilpolitikern, die sich weigerten die Regierung der Belarussischen Sozialistischen Sowjetrepublik als Vertretung der belarussischen Nation anzuerkennen. Sacharka kehrte nicht mehr nach Belarus zurück, sondern verblieb in Prag. Nach dem Tod von Pjotra Kratscheuski, übernahm Sacharka im März 1928 das Amt als Präsident der Rada BNR. Er schrieb Briefe an den Völkerbund, um gegen die Verfolgung des belarussischen Volkes zu protestieren. Am 20. April 1939 sendete Sacharka ein, zusammen mit Iwan Jermatschenka geschriebenes, 17 Seiten umfassendes Memorandum an Adolf Hitler, in dem dieser darum gebeten wurde die Interessen des belarussischen Volkes in den zukünftigen Entwicklungen zu berücksichtigen. Am 3. August 1939 wurden Sacharka und Jermatschenka ins deutsche Außenministerium einberufen, wo der Vorsitzende der Ostabteilung des Ministeriums Professor Mayer ihnen erklärte, dass Deutschland gegen ein einheitliches, unteilbares Russland sei, er aber zugleich keine konkreten Versprechen machen könne. Am 28. Juni 1941 telegraphierte Sacharka an Hitler, dass er ihm einen schnellen und entscheidenden Sieg über das jüdisch-bolschewistische Regime an allen Fronten wünsche. Im Juli 1941 stellte Sacharka als Mitglied des Weißruthenischen Selbsthilfekomitees einer jüdischen Familie Wolfsohn ein Dokument aus, das sie als orthodoxe Belarussen ausgab, obwohl allen Komiteemitgliedern bewusst gewesen ist, dass es sich bei ihnen um Juden handelt. Aus diesem Grund konnte die Familie Wolfsohn den Zweiten Weltkrieg überleben. Sacharka verstarb am 14. März 1943 in Prag.